# Stanisław Mikołajczyk
Pour les articles homonymes, voir Mikołajczyk.
Stanisław Mikołajczyk, né le 18 juillet 1901 à Holsterhausen et mort le 13 décembre 1966 à Washington, est un homme d'État polonais, dirigeant du Parti paysan polonais (PSL-Piast, agrarien), chef du gouvernement polonais en exil, puis vice-président du Conseil des ministres dans le gouvernement mis en place par Staline après la guerre.

## Biographie
Il est né en Westphalie (Empire allemand), issu d'une famille paysanne des environs de Poznań, partie occidentale du pays (Grande-Pologne), annexée par la Prusse, puis intégrée dans l'Empire allemand.
Pendant sa jeunesse, il travaille comme employé dans la confiserie et milite à diverses organisations patriotiques. Lorsque la Pologne recouvre son indépendance — il a alors 18 ans —, il s'engage dans l'Armée polonaise, prend part d'abord au soulèvement de la Grande-Pologne qui a mis fin à l'occupation prussienne puis à la guerre russo-polonaise. Blessé au front, il rentre et reprend la ferme de son père, dont il hérite.
En 1923-24, il étudie à l'université populaire de Dalki près de Gniezno.
Militant actif du Parti paysan polonais (PSL), il en a dirigé la section locale à Poznań, et fut élu député à la Diète en 1929. En 1935, il devient vice-président du comité exécutif du PSL, puis en est désigné le président en 1937. Il s'opposa vigoureusement au régime autoritaire qui suivit la mort de Piłsudski en 1935.
Lorsque l'Allemagne nazie envahit la Pologne en septembre 1939, il s'engage dans l'armée en tant que simple soldat, et participe à la défense de Varsovie. Il fuit ensuite en Hongrie, où il est capturé. Il s'échappe et gagne Paris, via la Yougoslavie et l'Italie. Il est immédiatement appelé comme vice-président du Conseil national polonais. En 1941, il est nommé ministre de l'intérieur du gouvernement polonais en exil, et devient l'adjoint du Président du Conseil des ministres, Władysław Sikorski.
À la découverte du charnier de Katyń par les Allemands, alors que les gouvernements alliés préfèrent défendre la version fausse des communistes, qui imputaient ce crime aux nazis, Sikorski refuse cette version, ce qui refroidira les relations diplomatiques entre l'URSS et le gouvernement en exil.
En juillet 1943, après la mort de Sikorski dans la chute en mer de son avion (dont on ne sait toujours pas s'il s'agit d'un accident, ou d'un assassinat commandité par les Soviétiques, les Allemands ou les Britanniques), Mikołajczyk lui succède à la tête du gouvernement en exil. Dans son discours radiodiffusé en Pologne sur les grandes ondes, il plaide pour une social-démocratie garantissant les libertés personnelles, politiques, religieuses et économiques telles que définies par Roosevelt, et s'oppose à toute forme de totalitarisme.
Mais Mikołajczyk dut faire face à d'âpres difficultés. Il craignait en effet que Staline s'empare de la Pologne pour y imposer un régime de type communiste, et annexe les territoires polonais les plus à l'est, composés de minorités ukrainiennes et biélorusses.
Durant l'année 1944, les Alliés, notamment Winston Churchill, tentèrent de rétablir les relations diplomatiques entre Mikołajczyk et Staline. Ces tentatives échouèrent, pour plusieurs raisons. La première portait sur le massacre de Katyń. La seconde, sur les frontières de la Pologne. Staline considérait en effet que les territoires de l'Est devaient revenir aux Soviétiques, tandis que Mikołajczyk resta inflexible sur la question, tout comme il s'opposait à l'instauration d'un gouvernement communiste dans l'après guerre.
Staline finit par retenir l'idée d'un gouvernement de coalition. Après que la Pologne fut libérée par l'Armée rouge, ce fut un socialiste (PPS), Edward Osóbka-Morawski, qui fut désigné chef de ce gouvernement. L'un des deux vice-présidents du Conseil des ministres fut le chef de file des communistes prosoviétiques, Władysław Gomułka. Mikołajczyk démissionna alors du gouvernement en exil pour devenir l'autre vice-Président du Conseil des ministres du gouvernement de coalition, chargé de l'agriculture.
Les Polonais restés en exil désapprouvaient cette décision, considérant le gouvernement provisoire comme le masque du communisme. Le gouvernement en exil maintint ainsi son existence, sous l'égide de Tomasz Arciszewski, et perpétua ses activités ainsi que la fonction de Président de la République jusqu'en 1990, bien que sans reconnaissance diplomatique.
Dès sa désignation au gouvernement, Mikołajczyk réactive le Parti paysan polonais (PSL), qui devint rapidement et incontestablement le parti polonais le plus important en termes d'adhésions. On notera que paradoxalement, cette assise du PSL fut aidée par la réforme agraire que soutenaient les communistes du Parti ouvrier unifié polonais (PZPR), et qui créa une nouvelle classe sociale de petits fermiers, qui constituaient la base du PSL. Les communistes, comprenant qu'ils ne pouvaient gagner la moindre élection libre, décidèrent de tout faire pour empêcher qu'il en soit organisé, malgré les engagements de Staline lors de la Conférence de Yalta.
En juin 1946, lorsque fut organisé le référendum « 3×TAK » (3 fois OUI), proposant notamment la suppression du Sénat, Mikołajczyk décida de s'y opposer, et le référendum pris alors une tournure « plébiscitaire ». Alors que les résultats furent sans équivoque, le ministère de l'Intérieur, contrôlé par les communistes, falsifia le résultat du vote. Dès lors, et notamment au cours des élections générales de janvier 1947, les membres du PSL feront l'objet de sévères persécutions politiques et des centaines de candidats furent empêchés de mener leur campagne.
À l'issue de ces élections truquées, émaillées de fraudes, les communistes raflèrent 394 sièges (pour créer au Parlement un « Bloc démocratique »), tandis que le PSL n'en remporta que 28. Mikołajczyk démissionna alors du gouvernement et, faisant face à un mandat d'arrestation, il quitta le pays et publia ses mémoires (Le Viol de la Pologne. Un modèle d'agression soviétique. Mémoires, Paris, Éditions Plon, 1949). L'ayant rencontré à Londres, Churchill se déclara surpris de le rencontrer vivant. Les membres du gouvernement en exil, eux, le laissèrent à l'écart, le considérant comme un traître qui avait collaboré avec les communistes. Mikołajczyk émigra aux États-Unis, où il mourut en 1966. Son corps fut rapatrié en Pologne en juin 2000, et ses archives personnelles sont conservées au département « Hoover Institution on War, Revolution and Peace », à l'Université Stanford.